# Bistonina olbia
Bistonina olbia is een vlinder uit de familie van de Lycaenidae. De wetenschappelijke naam van de soort werd als Thecla olbia in 1867 gepubliceerd door William Chapman Hewitson.

## Synoniemen
- Thecla olbia var. phallica Hewitson, 1867